# Melissa Steel
Melissa Steel (Bradford, 6 juli 1993) is een Britse zangeres.

## Levensloop en carrière
Steel begon haar muziekcarrière in 2012. In 2014 werd ze gevraagd om diverse singles in te zingen. Samen met Popcaan bereikte ze de 10de plaats in de Britse hitlijst met Kisses for Breakfast. Ook Way We Are en Drunk and Incapable waren hitgenoteerd in het Verenigd Koninkrijk. Samen met Blonde brak ze internationaal door in 2015 met de single I Loved You.

## Discografie
| Single met hitnotering(en) in de Vlaamse Ultratop 50 | Datum van verschijnen | Datum van binnenkomst | Hoogste positie | Aantal weken | Opmerkingen |
| ---------------------------------------------------- | --------------------- | --------------------- | --------------- | ------------ | ----------- |
| I Loved You                                          | 2014                  | 24-02-2015            | 31              | 5            | met Blonde  |